# 銀川軌道交通
銀川軌道交通とは中国寧夏回族自治区銀川市において計画中の地下鉄網である。地下鉄4路線と郊外線3路線が計画されている。

## 概要
2016年12月11日に銀川市発展和改革委が7路線からなる都市鉄道の建設計画を承認した。《银川市城市轨道交通线网规划》では1・2・3・4号線の他、銀新線・浜寧線・永賀線が計画されており、浜寧線と銀新線の先行建設が有力視されている。

## 路線

### 運営中
- 花博園雲軌：開業済。[2]

### 計画中
- 1号線：全長28.9km、25駅設置。懐遠路西端に計画されている西夏駅と望遠組団望通路を結ぶ。
- 2号線：全長26.7km、20駅設置。望遠組団望銀路と豊登鎮元宝湖を結ぶ。
- 3号線：全長31.7km、22駅設置。宝湖路西端的経開区と賀蘭県を結ぶ。
- 4号線：全長24.6km、16駅設置。経開区文昌南駅と大新鎮八里橋駅を結ぶ。
- 銀新線：全長10.2km。銀川駅と興慶区双城門附近にある小南門貨場を結ぶ。
- 浜寧線：全長51.0km、12駅設置。
- 永賀線：永寧県と賀蘭県を結ぶ。